# Когамыс
Когамыс (каз. Қоғамыс) — озеро (или урочище) в Фёдоровском районе Костанайской области Казахстана. Находится в 12 км к юго-западу от села Малороссийка, ранее совхоз Украинский.
По данным топографической съёмки 1944 года, площадь поверхности озера составляет 1,52 км². Наибольшая длина озера — 1,5 км, наибольшая ширина — 1,2 км. Длина береговой линии составляет 4,7 км, развитие береговой линии — 1,07. Озеро расположено на высоте 210,4 м над уровнем моря.